# Omloop Het Volk 1957
L'Omloop Het Volk 1957, tredicesima edizione della corsa, si svolse il 24 marzo per un percorso di 207 km, con partenza ed arrivo a Gent. Fu vinto dal belga Norbert Kerckhove della squadra Faema-Guerra davanti ai connazionali Pino Cerami e  Leon Vandaele.

## Ordine d'arrivo (Top 10)
| Pos. | Corridore         | Squadra               | Tempo    |
| ---- | ----------------- | --------------------- | -------- |
| 1    | Norbert Kerckhove | Faema-Guerra          | 5h22'46" |
| 2    | Pino Cerami       | Peugeot-BP-Dunlop     | s.t.     |
| 3    | Leon Vandaele     | Faema-Guerra          | a 14"    |
| 4    | Julien Schepens   | Mercier-BP-Hutchinson | s.t.     |
| 5    | Rik Van Looy      | Faema-Guerra          | s.t.     |
| 6    | Maurice Mollin    | O.K.Bikes             | s.t.     |
| 7    | Seamus Elliott    | Helyett-Potin         | s.t.     |
| 8    | Jozef Schils      | Faema-Guerra          | s.t.     |
| 9    | Marcel Janssens   | Peugeot-BP-Dunlop     | s.t.     |
| 10   | Jozef Verhelst    | Faema-Guerra          | s.t.     |